# Batalla de Borodinó
La batalla de Borodinó (en ruso: Бородинское сражение) tuvo lugar el 7 de septiembre de 1812 (26 de agosto según el antiguo calendario ruso). Es también conocida como la batalla del río Moscova, y fue una de las mayores y más sangrientas batallas de las guerras napoleónicas, enfrentando a cerca de un cuarto de millón de hombres.
Esta batalla enfrentó a la Grande Armée francesa bajo el mando del emperador Napoleón I de Francia y al ejército del zar Alejandro I de Rusia, comandado por Mijaíl Kutúzov, cerca de la aldea de Borodinó, un pueblo al oeste de Mozhaisk. La batalla fue tácticamente poco concluyente para ambos ejércitos, y solo las consideraciones estratégicas de la misma forzaron a los rusos a retirarse. La conducta de Napoleón durante la batalla también mostró que sus decisiones tácticas trataban de impedir una victoria pírrica. El emperador francés sufría además de fiebres durante el transcurso de la batalla, lo que pudo traducirse en el poco característico alejamiento de los combates, así como por un plan de batalla más simple de lo habitual.

## El trasfondo de la batalla
La Grande Armée francesa había iniciado la invasión de Rusia en junio de 1812. Alejandro I proclamó la Guerra Patria en defensa de la Madre Patria. Las fuerzas rusas, que anteriormente se concentraban en la frontera polaca, retrocedieron ante los invasores, ejecutando una política de tierra quemada al tiempo que se retiraban. Esta estrategia, criticada desde algunos sectores militares, significó la destitución del comandante en jefe ruso, el príncipe Mijaíl Barclay de Tolly. El nuevo comandante ruso, el príncipe Mijaíl Kutúzov, vio la sabiduría (ya que no el apoyo popular) de la estrategia de Barclay, y esperó hasta que las fuerzas francesas estuvieran a menos de 125 km de Moscú antes de enfrentarse a ellas. Kutúzov seleccionó un área eminentemente defendible cerca de la aldea de Borodinó, y desde el 3 de septiembre la fue fortificando con construcciones defensivas y con refuerzos de todo tipo.

## Los ejércitos enfrentados

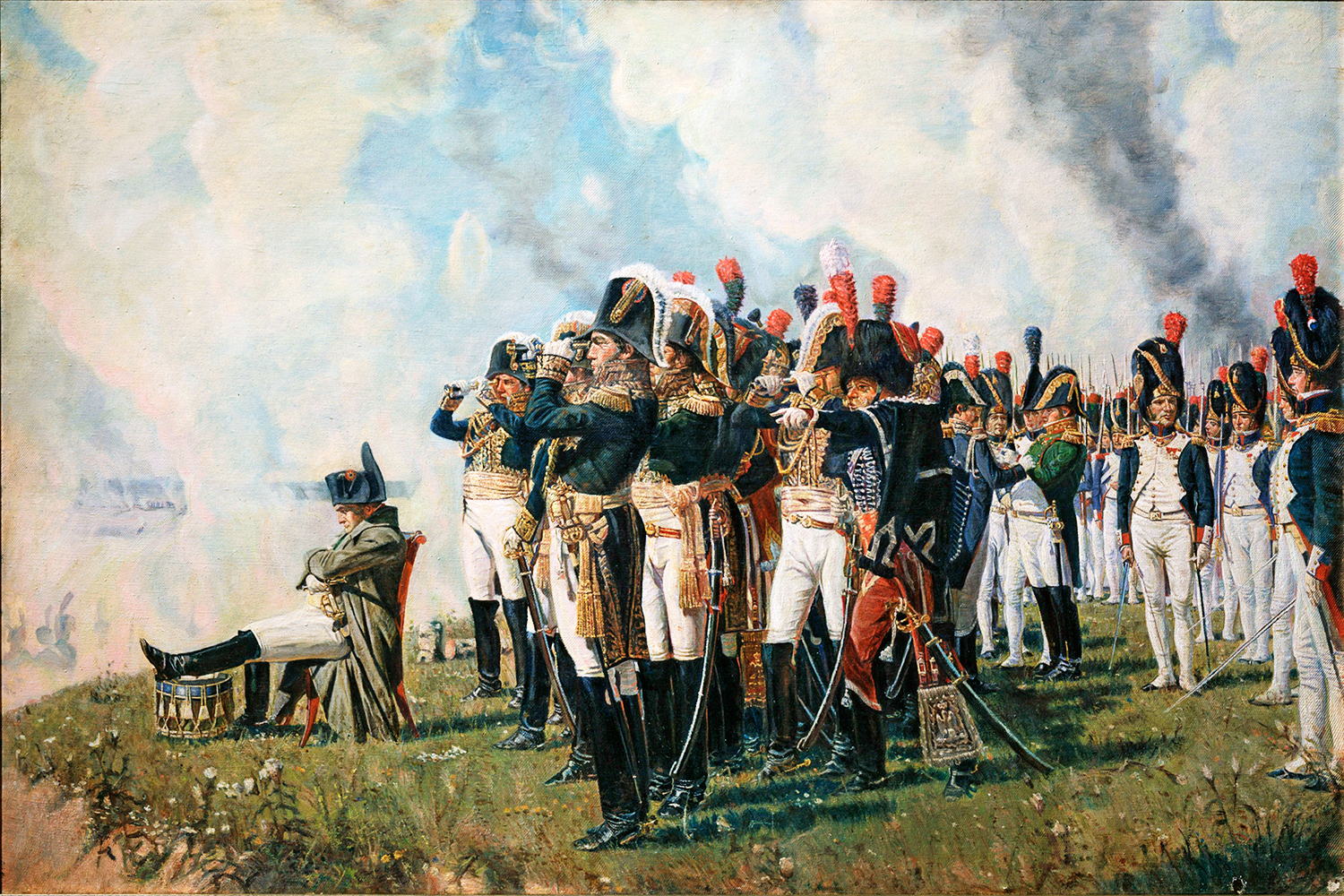
Napoleón cerca de Borodinó, por Vasili Vereschaguin (1897).

Se calculó por entonces que el ejército de Kutúzov estaba formado por unos 112 000 hombres, aunque esta cifra podría alcanzar los 125 000. Recientemente, sin embargo, algunos historiadores creen que la cifra real era mucho más elevada, entre 154 800 y 157 000.[cita requerida] Las razones para esta disparidad es la presencia de alrededor de 10 000 soldados irregulares cosacos, así como unos 30 000 milicianos rusos o opolchéniye (de estos últimos, muchos nunca tomaron parte en los combates, por lo que fueron descontados del total). De seguir esta norma, habría también que descontar del número de soldados implicados en la batalla a los 25 000 guardias imperiales que no llegaron a efectuar un solo disparo durante todo el día.
Dicho esto, la aparente superioridad numérica rusa en el campo de batalla no repercutió en el resultado de la contienda debido a que una considerable fracción de las mismas no llegó a intervenir. Por otro lado, sus posiciones fortificadas y su superioridad artillera (640 piezas contra 587 francesas) sí que suponían una ventaja frente a los franceses.

## La batalla

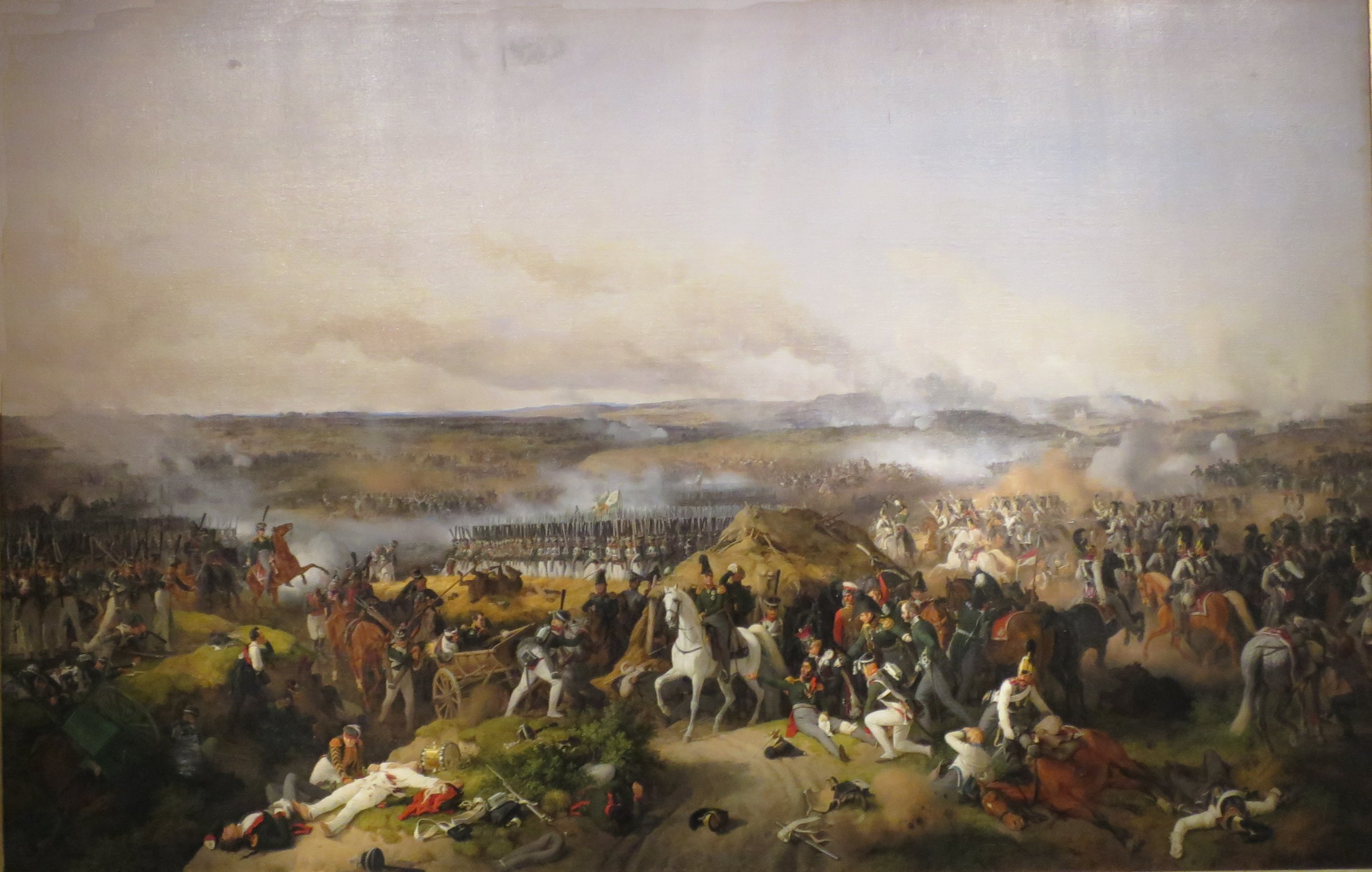
Batalla de Borodinó, obra de Peter von Hess.

Cuando Napoleón encaró las defensas rusas, pareció que había abandonado sus tácticas usuales, ya que ordenó un ataque frontal contra los rusos. Esto se atribuye, como se dijo anteriormente, a la enfermedad que padecía. Se cree que con esto buscaba un encuentro decisivo que destruyera al ejército ruso en un solo día. El ataque inicial francés tuvo éxito, aunque a un elevado coste. El rey de Nápoles, Joaquín Murat, dirigió un ataque conjunto de la caballería y la infantería que, a principios de la tarde, había atravesado las líneas rusas y alcanzado el reducto de Rayevski, que perdieron y volvieron a retomar. Sin embargo, los rusos recurrieron a sus reservas, y el campo de batalla se convirtió en un sangriento montón de cadáveres y soldados luchando en total confusión.
Un contraataque ruso fue desbaratado por la artillería francesa, y al caer la noche ambas partes se separaban, mientras las fuerzas rusas se iban retirando, al principio solo unos kilómetros, pero ya de noche cerrada comenzaban a retirarse más allá de Moscú.

## Discusiones estadísticas

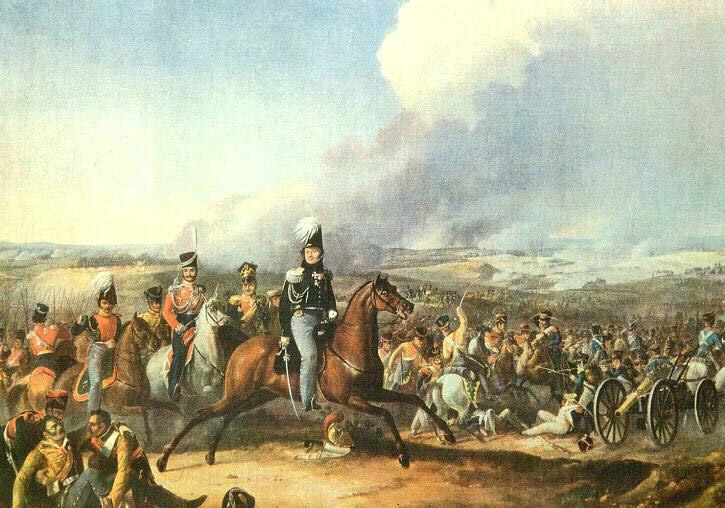
Ataque de la caballería de Fiódor Uvárov en la Batalla de Borodinó, obra de Auguste-Joseph Desarnod publicada en 1911 en el libro La Guerra Patria de 1812, de Iván Bozheriánov.

La estimación de pérdidas varía de forma notable según la fuente. Los franceses aseguraron haber sufrido 28 000 muertos y heridos, incluyendo a 48 generales, de acuerdo con los datos aportados por el historiador Adam Zamoyski. Otras fuentes sitúan estas cifras en niveles mucho más altos, y Stephen Pope asegura que al menos 50 000 muertos podría ser una cifra razonable. Los rusos perdieron entre 38 500 y 58 000, siendo la cifra de 45 000 aceptada comúnmente. Por otra parte, se da una cifra combinada de unos 125 000 muertos, lo que la convierte en una de las batallas más sangrientas de la historia de la humanidad, aunque se dice que podría ser algo exagerada, ya que las estimaciones menores de 28 000 franceses y 38 500 rusos dan una cifra combinada de 66 500 muertos.
Alrededor de 8 500 hombres cayeron durante cada hora de aquel fatídico día, el equivalente a una compañía completa cada minuto. En algunas divisiones, las bajas sobrepasaron el 80 % de sus efectivos previos a la batalla.[cita requerida]
Estimando que entre un quinto y un tercio de las bajas totales fueron muertos en combate, se cree que de 12 000 a 25 000 soldados murieron en Borodinó. La batalla fue muy probablemente el día más sangriento de las guerras napoleónicas, y uno de los más sangrientos de la historia contemporánea, tal vez ni siquiera excedido por el primer día en el Somme en 1916, ni por ninguno de los tres días de la tercera batalla de Nankín en 1864, aunque sí superado y con creces en la Batalla de Stalingrado en 1942.[cita requerida]
Adam Zamoyski, en su cuenta detallada de la campaña rusa, proporciona cifras de 1 400 000 disparos efectuados por la infantería francesa, y de 60 000 a 91 000 por la artillería. Esto da un ritmo aproximado de unos 2300 disparos de mosquete por minuto por parte francesa.

## Consecuencias
La retirada rusa permitió al ejército de Kutúzov asegurar las posiciones rusas en San Petersburgo, con el fin de abrir a los franceses el camino para llegar hasta Moscú, el 14 de septiembre de 1812, habiendo preparado la ciudad para privarla de vituallas, armas y suministros al ejército francés. Por ello, la captura de esta proporcionó a los franceses pocos beneficios, ya que, entre otras cosas, sólo les alejó aún más de sus bases de abastecimiento del ejército teniendo ante sí también un ejército todavía intacto.
Esta batalla fue famosa por la descripción hecha de la misma por León Tolstói en su novela Guerra y paz (Parte Décima y Undécima). Franz Roubaud pintó un amplio panorama representando la batalla para el centenario de Borodinó, y fue instalado en la colina Poklónnaya para conmemorar el 150 aniversario del evento.